# Trochosa kalukanai
Trochosa kalukanai este o specie de păianjeni din genul Trochosa, familia Lycosidae. A fost descrisă pentru prima dată de Simon, 1900. Conform Catalogue of Life specia Trochosa kalukanai nu are subspecii cunoscute.